# Campo (California)
Campo è un census-designated place degli Stati Uniti d'America, situata nella parte sud-orientale della Contea di San Diego, nello Stato della California. La popolazione era di 2.684 abitanti al censimento del 2010.
La città si trova approssimativamente a 800 m sul livello del mare.
Campo è la sede di tre musei: il Museo della Pacific Southwest Railway Museum, Il Museo del trasporto a motore e il Magazzino di pietra dei fratelli Gaskill. Essa si trova inoltre vicino al capolinea meridionale ufficiale del Pacific Crest Trail, un sentiero escursionistico pedestre ed equestre che si estende per 4.260 km a nord verso la frontiera canadese.